# آلبرت دوکانسون
آلبرت دوکانسون (انگلیسی: Albert Duncanson; ۲ اکتبر ۱۹۱۱ – ۲۴ مارس ۲۰۰۰) بازیکن هاکی روی یخ اهل کانادا بود.